# Kapp Weyprecht
Kapp Weyprecht – przylądek w północno-wschodniej części Spitsbergenu w archipelagu Svalbard. Nazwany na cześć Karla Weyprechta, austro-węgierskiego badacza polarnego.
Przylądek leży na półwyspie Ziemia Olafa V. Na północ od niego znajdują się dwie grupy niewielkich wysp: wyspy Rønnbecka i wyspy Bastiana.